# Alyla Browne
Alyla Browne (* 7. April 2010) ist eine australische Schauspielerin.

## Leben und Karriere
Alyla Browne lebt mit ihrer Familie in Australien und begann ihre Schauspielkarriere im Alter von sechs Jahren in Werbefilmen. 2021 spielte sie die Rolle der Dina Fox in der Apple TV+-Serie Moskito-Küste, die auf dem gleichnamigen Roman von Paul Theroux basiert. Im selben Jahr war Browne in der Hulu-Serie Nine Perfect Strangers zu sehen, einer Adaption des Romans von Liane Moriarty, in der sie eine Nebenrolle übernahm. Im Jahr 2024 war Alyla Browne in dem Film Furiosa: A Mad Max Saga, einem Prequel zu Mad Max: Fury Road, zu sehen.

## Filmografie
- 2020: Kinder des Zorns (Children of the Corn)
- 2021: Nine Perfect Strangers
- 2021–2023: Moskito-Küste (The Mosquito Coast)
- 2022: Emily the Criminal
- 2023: Die verlorenen Blumen der Alice Hart (The Lost Flowers of Alice Hart )
- 2024: Sting
- 2024: Furiosa: A Mad Max Saga
- 2024: Sonic the Hedgehog 3